# Pierzchnica (gmina)
Pierzchnica (do 1954 gmina Drugnia) – gmina miejsko-wiejska w województwie świętokrzyskim, w powiecie kieleckim.
W latach 1954–1972 funkcjonowała jako gromada Pierzchnica. W latach 1975–1998 gmina położona była w województwie kieleckim.
Siedziba gminy to Pierzchnica.
Według danych z 30 czerwca 2004 gminę zamieszkiwało 4781 osób.

## Struktura powierzchni
Według danych z roku 2002 gmina Pierzchnica ma obszar 104,59 km², w tym:
- użytki rolne: 76%
- użytki leśne: 18%

Gmina stanowi 4,65% powierzchni powiatu.

## Demografia

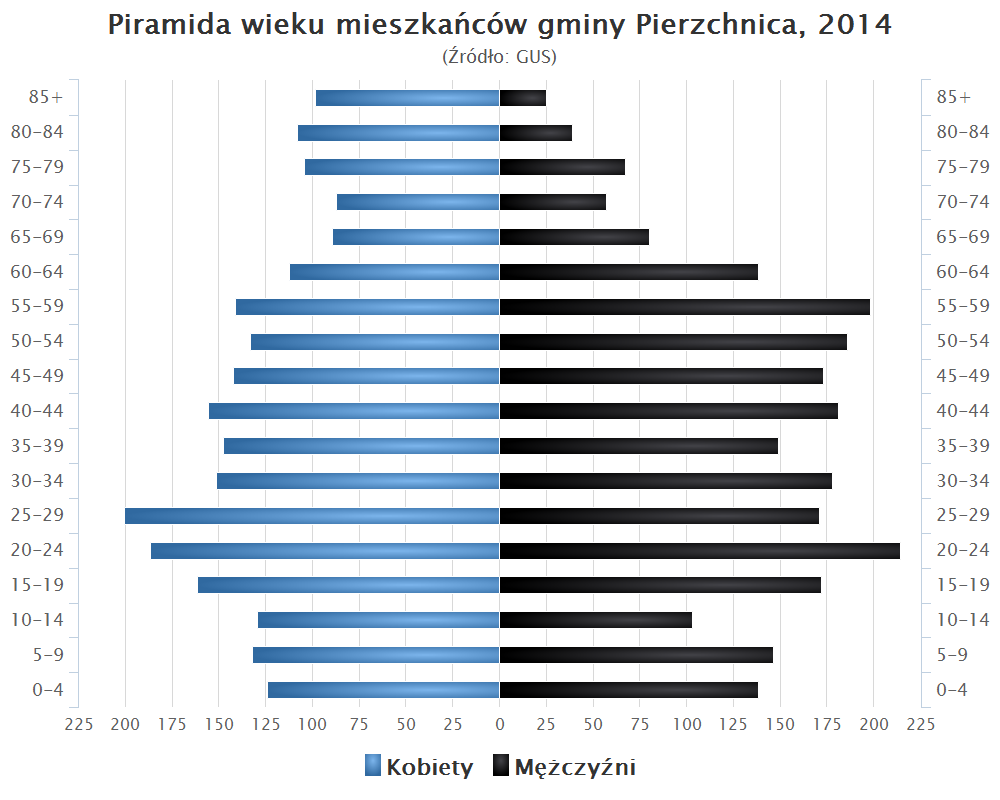
Piramida wieku mieszkańców gminy Pierzchnica w 2014 roku

Dane z 30 czerwca 2004:
| Opis                              | Ogółem | Ogółem | Kobiety | Kobiety | Mężczyźni | Mężczyźni |
| --------------------------------- | ------ | ------ | ------- | ------- | --------- | --------- |
| jednostka                         | osób   | %      | osób    | %       | osób      | %         |
| populacja                         | 4781   | 100    | 2380    | 49,8    | 2401      | 50,2      |
| gęstość zaludnienia (mieszk./km²) | 45,7   | 45,7   | 22,8    | 22,8    | 23        | 23        |

## Sołectwa
Brody, Drugnia Rządowa, Drugnia, Górki, Gumienice, Holendry, Maleszowa, Osiny, Pierzchnianka, Pierzchnica, Podlesie, Podstoła, Skrzelczyce, Straszniów Gumienicki, Strojnów, Ujny, Wierzbie
Wsie bez statusu sołectwa to Czarna i Kalina Górecka. 

## Sąsiednie gminy
Chmielnik, Daleszyce, Gnojno, Morawica, Raków, Szydłów